# صلاح کار کجا و من خراب کجا
غزلی با مطلع «صلاح کار کجا و من خراب کجا» غزل شمارهٔ ۲ از دیوانِ حافظ در تصحیحِ محمد قزوینی و قاسم غنی است.